# 히바리가오카역 (홋카이도)
히바리가오카역(일본어: ひばりが丘駅)은 일본 홋카이도 삿포로시 아쓰베쓰구에 위치한 삿포로 시영 지하철의 역이다. 역명은 인근에 조성된 히바리가오카 단지에 유래하여 공모에서 명명된 것이다.

## 역 구조
2면 2선의 상대식 승강장이다. 본 역의 신삿포로에서 히가시 차량기지 출입 창고선 2선이 분기하고 있으며 여객용 승강장에서는 보이지 않지만 승무원 전용의 상대식 플랫폼의 두 면이 여객용 플랫폼 남쪽(2번 승강장 뒤)에 인접하고 있다. 지하 1층 부분은 회송선 및 회송 전용 플랫폼 위를 지나가기 때문에 이용자에 비해서 대합실이 넓게 지어져 있다. 개찰기는 4대뿐으로 시간에 따라서는 혼잡하다.
출구는 난고도리 변에 4곳 있어 1번 출입구 부근에 엘리베이터를 설치하였고, 2번 출입구는 도자이 선 승무구에 직결된다.

### 타는 곳
| 1 | 도자이 선 | 신삿포로 방면                     |
| 2 | 도자이 선 | 시로이시・오도리・미야노사와 방면 |

## 이용 현황
삿포로 시 교통국의 조사에 따르면 2014년도 1일 평균 승차 인원은 4,759명이다.
최근 1일 평균 승차 인원의 추이는 다음과 같다.
| 연도 | 1일 평균 승차 인원 |
| ---- | ------------------ |
| 2008 | 4,406              |
| 2009 | 4,355              |
| 2010 | 4,374              |
| 2011 | 4,418              |
| 2012 | 4,538              |
| 2013 | 4,643              |
| 2014 | 4,759              |

## 역 주변
주택가에 위치하고 있고 역 바로 옆에는 음식점, 식료품점 등의 비중이 높아서 대규모 상업 시설은 없다. 국도 제12호선까지는 약 400m이다.
- 국도 제12호선
- 아쓰베쓰 경찰서 히바리가오카 파출소
- 아쓰베쓰 히바리가오카 우체국
- 삿포로 시립 히바리가오카 초등학교
- 삿포로 시립 아쓰베쓰미나미 중학교
- 바바 공원
- 히바리가오카 타운 플라자

## 역사
- 1982년 3월 21일: 영업 개시.
- 2008년 9월 30일: 스크린도어 사용 개시.

## 사진

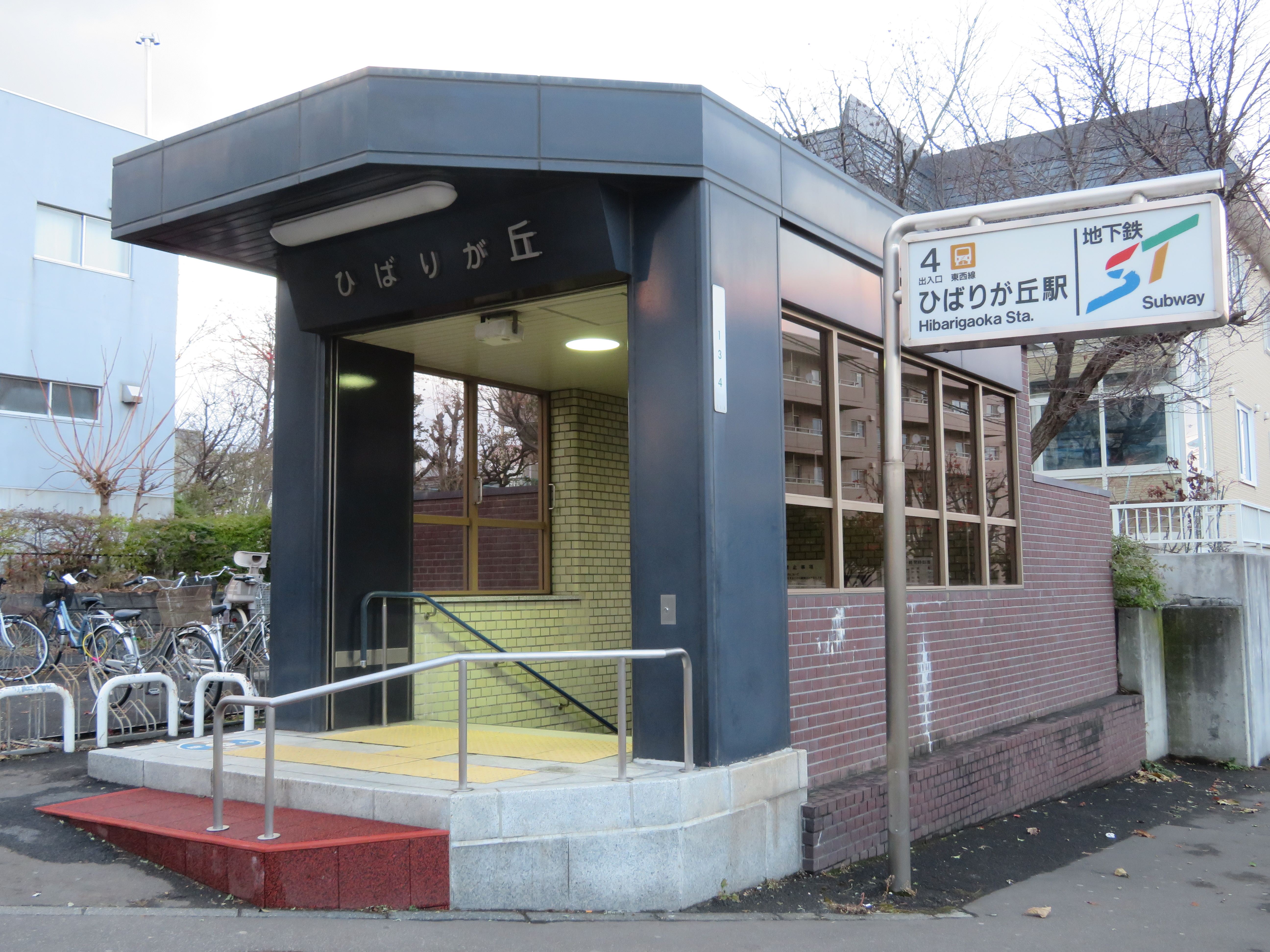
4번 출입구
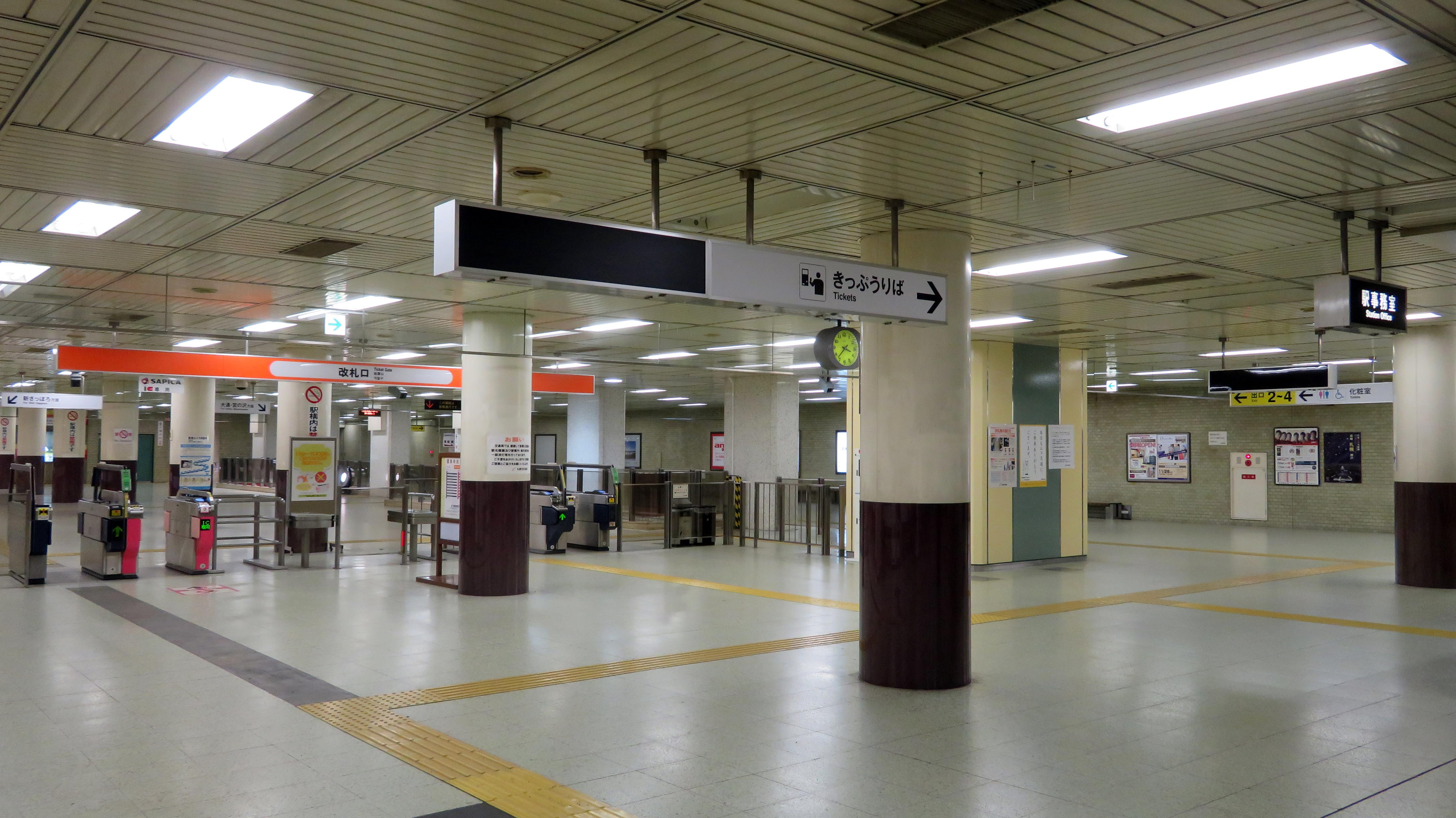
개찰구
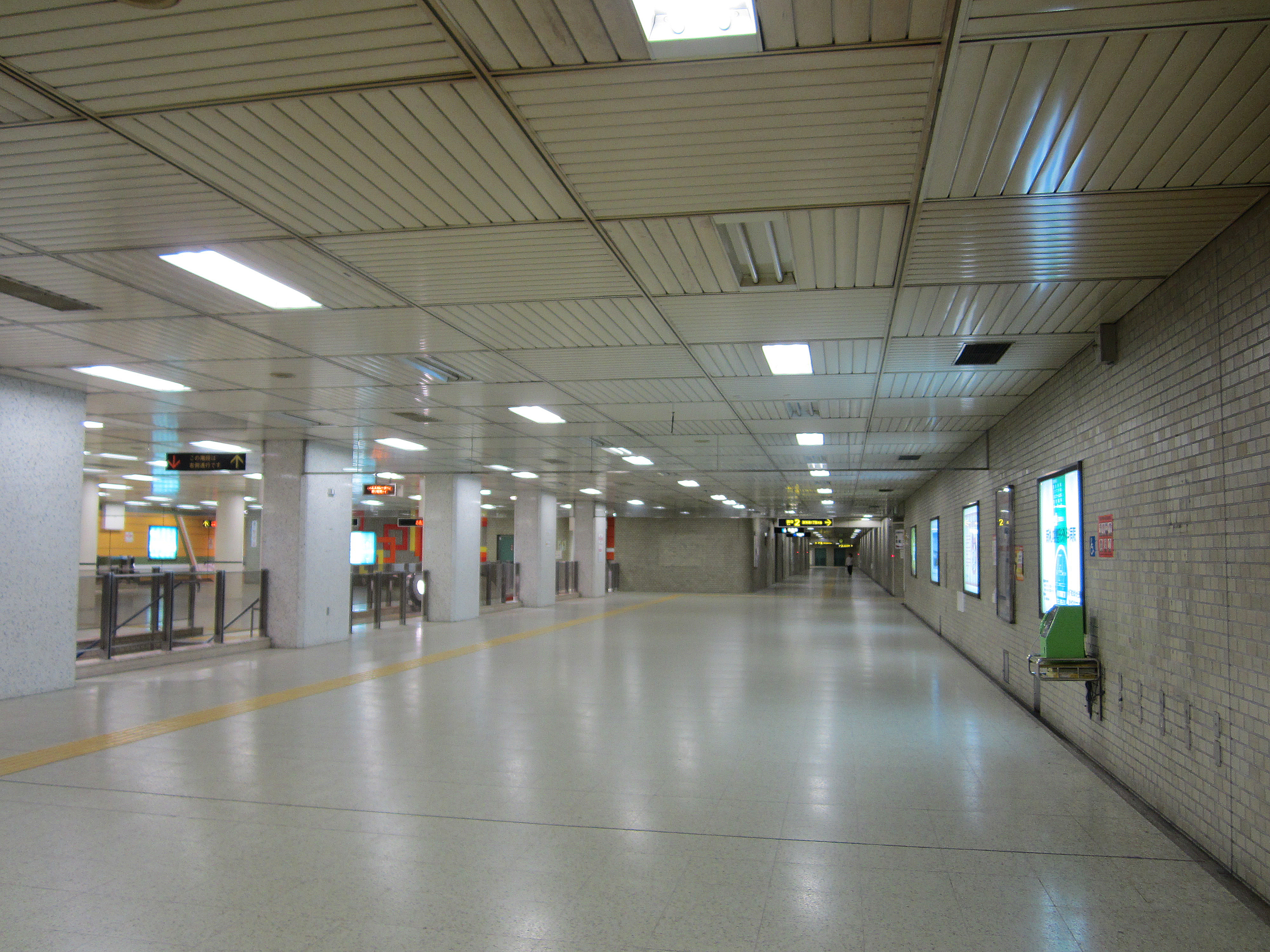
대합실
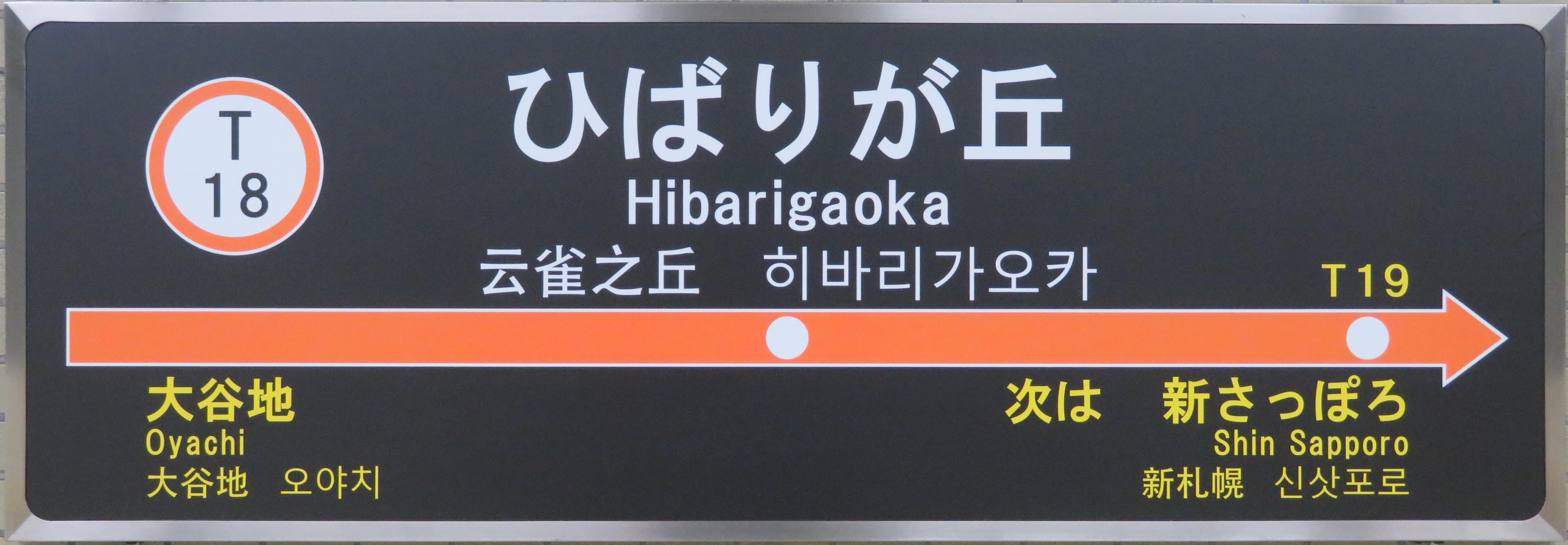
역명판

## 인접역
| 삿포로 시 교통국 지하철 도자이 선 | 삿포로 시 교통국 지하철 도자이 선 | 삿포로 시 교통국 지하철 도자이 선 |
| --------------------------------- | --------------------------------- | --------------------------------- |
| T17 오야치 미야노사와 방면        | ● 도자이 선                       | T19 신삿포로 신삿포로 방면        |